# Wasserfallpark von Molina

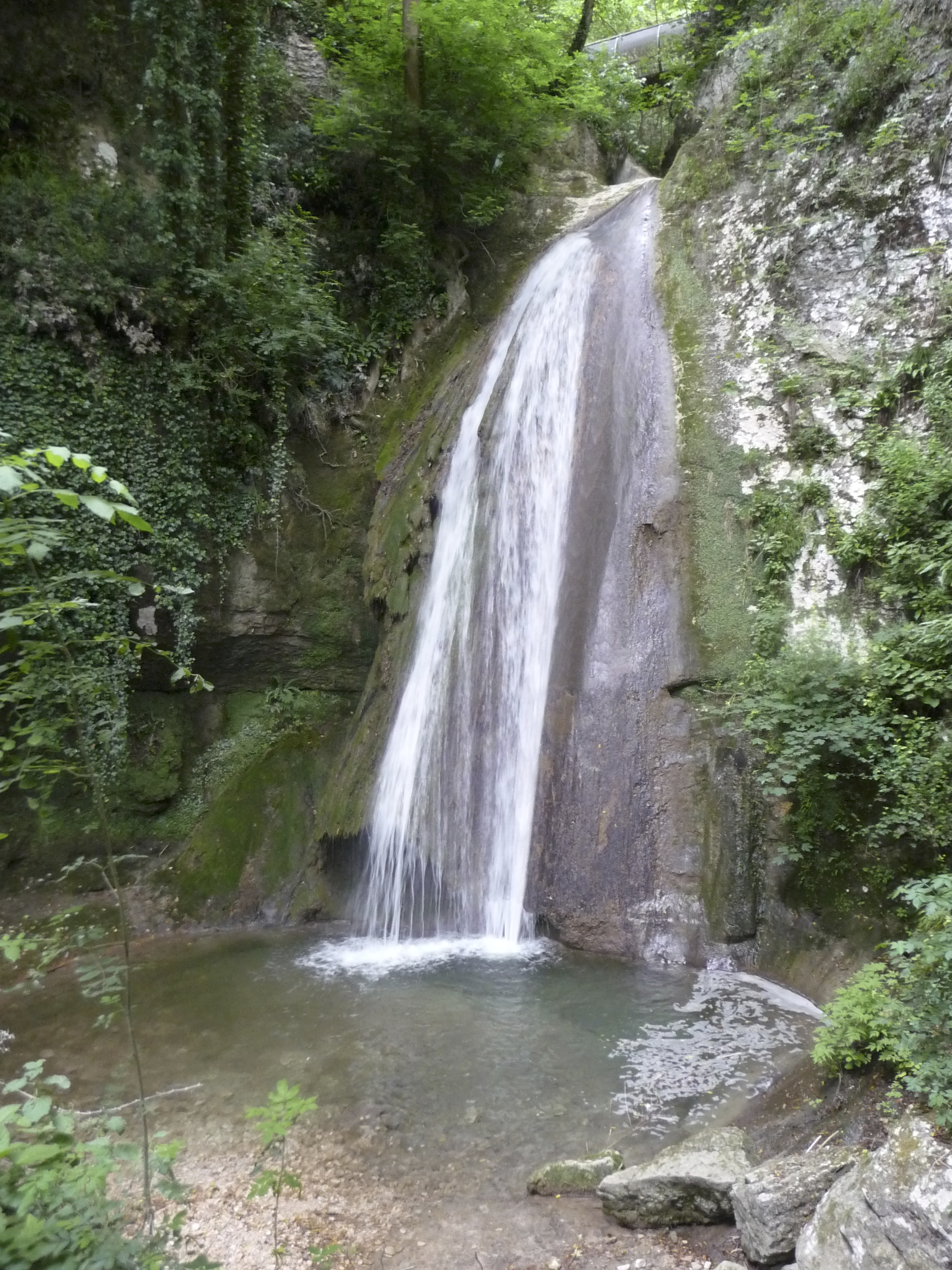
Einer der Wasserfälle im Park (Juni 2013).

Der Wasserfallpark von Molina (italienisch Parco delle cascate di Molina) ist ein Naturpark innerhalb des 233 Hektar großen NATURA 2000-Schutzgebietes Monti Lessini: Cascate di Molina (WDPA-ID 555528613) in der norditalienischen Provinz Verona, Region Venetien. Er befindet sich in der zur Gemeinde Fumane gehörenden Fraktion Molina – knapp 19,5 Kilometer nordnordwestlich von Verona und etwa 17 Kilometer östlich des Gardasees.
Der ungefähr acht Hektar messende Park liegt in den Ausläufern der Gebirgsgruppe Monti Lessini (de.: Lessinische Berge) und erstreckt sich unmittelbar südöstlich von Molina, wo die Molina-, Cesara- und Scalucce-Täler zusammenlaufen. Das bewaldete und wasserreiche Gebiet wird von diversen Bächen und Rinnsalen durchflossen, die die zahlreichen für den Park charakteristischen Wasserfälle sowie einige kleine Seen bilden. Darüber hinaus existieren mehrere Höhlen – die archäologisch bedeutsame Grotta di Fumane liegt lediglich ein paar Kilometer talwärts.
Der Park ist täglich von April bis September und an Feiertagen von Oktober bis März geöffnet und gegen Eintrittsgebühr über drei Wanderrouten für Besucher zugänglich. Während er größtenteils naturbelassen ist, sind einige Passagen mittels Metallstegen erschlossen. Zudem wurden Picknickbereiche angelegt und eine Schaukel an einem Wasserfall installiert.